# Сакалаја (Клуж)
Сакалаја (рум. Săcălaia) насеље је у Румунији у округу Клуж у општини Физешу Герлиј. Oпштина се налази на надморској висини од 316 m.

## Становништво
Према подацима из 2002. године у насељу је живело 230 становника, од којих су сви румунске националности.